# おにいちゃん☆コントロール
『おにいちゃん☆コントロール』とは影崎由那による日本の漫画作品。双葉社の月刊漫画雑誌『コミックハイ!』VOL.49（2009年5月号）よりVOL.63（2010年7月号）までシリーズ連載で6回掲載された後、同社の隔月刊漫画雑誌『COMICすもも』へ移籍してVOL.1（2010年8月10日発売）からVOL.16（2013年2月12日発売、最終号）まで連載された後、再び『コミックハイ!』に移籍してVOL.98（2013年6月号）からVOL.109（2014年5月号）まで概ね隔月ペースで掲載された。
妹想いの主人公と妹が繰り広げるブラックコメディタッチのストーリー漫画である。

## あらすじ
超妹萌えの弘瀬豪志はその感情を悟られまいと大学受験を機に一人暮らしを始めた。だが乃亜も大学進学を機に再び豪志と同居するようになる。理性のタガを外すまいとする豪志だったが乃亜の誘惑は徐々にエスカレートする。同じアパートに住む駆け出しの漫画家の小鳥遊は差し入れを豪志に持ってきたが、それを遠隔カメラで見た乃亜は小鳥遊が豪志を誘惑していると思い込み行動を開始する。

## 登場人物
弘瀬 豪志（ひろせ ごうし）
この作品の主人公。東京にある美術系大学の3年生。妹に邪な感情を抱くがその気持ちを乃亜に知られたくないため上京してきた。妹でないと勃たないほど、妹を溺愛している。しかしそのことは、当に乃亜にばれている。上京先の部屋には乃亜の写真が大量に貼られ、乃亜がプリントされた抱き枕などがあったが、乃亜が来たので全て収納した。
弘瀬 乃亜（ひろせ のあ）
18歳（なので合法）。妙善大学1年生。胸は小さい。大学入学を機に兄の住むアパートへ押しかけ同居を開始する。東大に行けるような極めて優秀な頭脳の持ち主だが、本人曰く「私の野望を叶えるのに学歴は関係ない」とのこと。ツーサイドアップの髪型が特徴。兄に邪な感情を抱き、豪志の部屋に監視カメラを設置し、常に携帯電話で監視しており、乃亜がいないときの兄の妹萌えの行動の一部始終を監視することによって悦楽感に浸るという性癖の持ち主で、ゆくゆくは近親相姦を望んでいる。兄の前では下心の無い無邪気な妹を演じているが、実はすべて計算されたもの。自分がもう後戻りのできないところに来ている変態だという自覚はある。
兄を誘惑する女性には容赦しない。特に、小鳥遊小鳥が実家からの仕送りを豪志におすそ分けしに行った際には、これから豪志に手を出すと勘違いし、大学の入学式そっちのけで、小鳥の部屋に押しかけ包丁で殺そうとまでした。そして、何故か旅行先でも念のため包丁を持ってきている。舞の弟・踊にストーカーされた際に計子に「怪しいやつが来たらレーザービームで相手の眉間を撃ち抜くスーパーセキュリティーシステムを作ってほしい」と言っており、その際に計子に「賢いようで実はバカだろう」と言われた。
豪志が実家を離れてからはひどく荒れていたらしく、幾多のカップルを壊したり、学級崩壊を起こすほどであったが、そこで1人だけ浮いた存在だった計子と出会い今に至っている。
小鳥遊 小鳥（たかなし ことり）
乃亜達と同じアパートの住人。BL漫画とロリ漫画を描く駆け出しの漫画家。乃亜には豪志を狙っていると勘違いされて殺されかけ、あることで乃亜に弱みを握られ下僕状態になる。大学時代、同じサークルに入っていた外院に惚れている。そのため、外院をモチーフにした漫画「エド&ゲイン」を描いている。前述が原因で、長らく外院に拒絶されていたが、ロリマンガも描いていることを告白したことで外院との関係も改善された。
じゃがいもの皮を上手に剥けないことから、料理は苦手であることが窺える。
江戸 外院（えど げいん）
乃亜たちの左の部屋に居住している引き篭りの青年。妹属性の持ち主で、中でも「お兄ちゃん大好きっ娘」というものに萌えるらしい。妄想力が豊かであり、乃亜に対して年齢以外は外院の理想通り(小鳥曰く、特にささやかな胸と兄にゾッコンなところに惹かれたらしい)であるらしく、妹萌えのエロゲーをプレイ中は乃亜で妄想することもある。乃亜をモチーフにしたキャラクターのエロゲーを制作したこともあった。乃亜の下着が風で飛ばされた際に、こっそり返そうとした際に乃亜に見つかり下着泥棒と勘違いされ、小鳥同様包丁で殺されかけた。下着をしっかりと返そうとした通り、外では比較的まともな人間を演じているようで、本人曰く「二次元世界を愛しているからこそ三次元では紳士でいたい!!」とのこと。眼鏡を外すとBL本に出てくるようなまとも?な顔立ちをしているが、乃亜には「キモい」と言われた。
これまで小鳥のことは、「自分をモチーフにしたBL本を描いていたから」という理由で拒絶していたが、小鳥が高校時代から妹萌えのマンガを外院のために描き続けていたことを知りのちに和解する。その後は仲良くいることが多く、一緒に夏コミに向けて、妹萌えのマンガを描く際にいろいろとアドバイスなどをしている。
蜂田 計子（はちた けいこ）
乃亜の高校時代の友人で、無線機マニア。通信機器の費用の一部を乃亜に援助してもらっている。また腐女子という一面も持ち合わせており、特に小鳥（=百合薔薇ジュリエッタ）のことを「MY神」と崇拝し、「お姉さま」と呼んでいる。最近ではよく小鳥のBLマンガのベタ塗りなどを手伝ったり、何かと小鳥をサポートしている。
牛久保 舞（うしくぼ まい）
豪志が通う美術大学のヌードデッサンモデル。露出狂趣味で他人に裸を見られてもなんとも思わない。また幾多のカップルの関係を壊し、「略奪愛でなければ濡れない」という性癖の持ち主で、修羅場を幾度なく繰り返してきた。また、豪志をこれまでと同じ目に遭わせようとしたが失敗した。そして弘瀬兄弟に復讐しようと乃亜を夜の公園に呼んだが、また失敗した。また、弟の踊に甘えるように物事を頼むなど、ブラコンであるかと思えるほど兄とは仲が良い。
牛久保 踊（うしくぼ おどる）
舞の弟。舞の露出狂趣味に迷惑している。なかなかのイケメンであり、普段は冷静沈着であるが、姉の舞に取り押さえられ泣いていた乃亜に一目惚れし、それ以降乃亜に対して激しい恋愛感情を持ち、ストーキング行為を繰り返したり、それが原因で殺されかけてもそれを喜んでいたりと、異常なまでの変態ぶりを見せ、乃亜を震え上がらせた。踊曰く「好きな人=（乃亜）に殺されたい願望」があるらしく、そのためここまで異常なまでのストーカー気質をしていたらしい。その後、乃亜は踊の行為の執念深さから追い払うことを諦めて、踊を利用することを考えて、乃亜の下僕（乃亜曰く「犬」）状態になっている。

## 書誌情報
- 影崎由那 『おにいちゃん☆コントロール』 双葉社〈アクションコミックス・コミックハイ!ブランド〉、全5巻
  1. （2010年8月10日発売）、ISBN 978-4-575-83799-5
フルカラー限定版 （2011年10月12日発売）、ISBN 978-4-575-83973-9
  2. （2011年10月12日発売）、ISBN 978-4-575-83972-2
  3. （2012年10月2日発売）、ISBN 978-4-575-84139-8
  4. （2013年10月12日発売）、ISBN 978-4-575-84295-1
  5. （2014年6月10日発売）、ISBN 978-4-575-84426-9